# Hệ thống phân loại giải phẫu - điều trị - hóa học
Hệ thống phân loại giải phẫu - điều trị - hoá học được dùng để phân loại thuốc. Hệ thống phân loại này được kiểm soát bởi Trung tâm hợp tác về phương pháp thống kê thuốc của Tổ chức y tế thế giới và được công bố lần đầu năm 1976.
Hệ thống này phân loại thuốc thành các nhóm khác nhau tuỳ theo cơ quan hay hệ thống tác động và/hoặc các đặc tính điều trị và hoá học.

## Phân loại
Trong hệ thống này, thuốc được phân loại thành 5 bậc:

### Bậc 1
Bậc 1 của mã biểu thị nhóm giải phẫu chính và gồm 1 chữ cái. Có 14 nhóm chính:
| Mã | Tiếng Anh                                                           | Nội dung                                                                 |
| -- | ------------------------------------------------------------------- | ------------------------------------------------------------------------ |
| A  | Alimentary tract and metabolism                                     | Đường tiêu hoá và chuyển hoá                                             |
| B  | Blood and blood forming organs                                      | Máu và các cơ quan tạo máu                                               |
| C  | Cardiovascular system                                               | Hệ tim mạch                                                              |
| D  | Dermatologicals                                                     | Da liễu                                                                  |
| G  | Genito-urinary system and sex hormones                              | Hệ niệu dục và hormone sinh dục                                          |
| H  | Systemic hormonal preparations, excluding sex hormones and insulins | Các chế phẩm hormone tác dụng toàn thân, trừ hormone sinh dục và insulin |
| J  | Antiinfectives for systemic use                                     | Thuốc kháng khuẩn tác dụng toàn thân                                     |
| L  | Antineoplastic and immunomodulating agents                          | Chống khối u và điều hoà miễn dịch                                       |
| M  | Musculo-skeletal system                                             | Hệ vận động                                                              |
| N  | Nervous system                                                      | Hệ thần kinh                                                             |
| P  | Antiparasitic products, insecticides and repellents                 | Chế phẩm kháng ký sinh trùng, thuốc diệt và đuổi côn trùng               |
| R  | Respiratory system                                                  | Hệ hô hấp                                                                |
| S  | Sensory organs                                                      | Các giác quan                                                            |
| V  | Various                                                             | Các loại khác                                                            |

### Bậc 2
Bậc 2 của mã biểu thị nhóm điều trị chính và gồm 2 chữ số.
Ví dụ: C03 Lợi tiểu

### Bậc 3
Bậc 3 của mã biểu thị phân nhóm dược lí/điều trị và gồm một chữ cái.
Ví dụ: C03C Lợi tiểu trần cao

### Bậc 4
Bậc 4 của mã biểu thị phân nhóm hoá học/điều trị/dược lý và gồm 1 chữ cái.
Ví dụ: C03CA Sulfonamide

### Bậc 5
Bậc 5 của mã biểu thị chất hoá học và gồm 2 chữ số.
Ví dụ: C03CA01 Furosemide

## ATCvet
Hệ thống ATCvet được dùng phân loại thuốc thú y. Mã ATCvet được tạo bằng cách thêm chữ Q và trước mã ATC của thuốc dùng cho người. Ví dụ, furosemide dùng cho thú y có mã QC03CA01.
Một số mã được dùng riêng cho thuốc thú y, như QI Thuốc miễn dịch hay QJ51 Kháng vi khuẩn dùng trong vú.